# Economia da ciência
A economia da ciência visa compreender o impacto da ciência no avanço da tecnologia, explicar o comportamento dos cientistas e compreender a eficiência ou ineficiência das instituições e mercados científicos. Um dos casos de uso desse setor é as considerações dos cientistas no que se argumenta ao comércio de balões que usa uma matéria-prima não-renovável que é o gás Hélio.
A importância da economia da ciência deve-se substancialmente à importância da ciência como motor da tecnologia e da tecnologia como motor da produtividade e do crescimento. Acreditando que a ciência é importante, os economistas têm tentado compreender o comportamento dos cientistas e o funcionamento das instituições científicas.

## Ciência como um bem público
Os economistas consideram “ciência” como a busca e produção de conhecimento a partir de condições iniciais conhecidas. O conhecimento pode ser considerado um bem público, pelo fato de sua utilidade para a sociedade não diminuir com o consumo adicional (não rivalidade ), e uma vez que o conhecimento é compartilhado com o público torna-se muito difícil restringir o acesso a ele ou o uso dele. isso (não excludente ). A teoria econômica pública tradicional afirma que os mercados competitivos fornecem poucos incentivos para a produção de um bem público porque os produtores não podem colher os benefícios do uso de seu produto e, portanto, os custos serão maiores do que os benefícios. Os economistas identificaram várias razões possíveis pelas quais os produtores de ciência podem determinar que os custos privados que incorrem no processo de produção são maiores do que os benefícios que pretendem colher, mesmo que os benefícios para a sociedade sejam maiores do que esses custos. Em primeiro lugar, as barreiras tecnológicas à produção são extremamente altas, o que torna o mercado muito arriscado. As barreiras tecnológicas referem-se ao custo de pesquisa e desenvolvimento de novos conhecimentos científicos, que se torna cada vez mais caro à medida que a tecnologia continua tendo um papel cada vez mais destacado neste tipo de desenvolvimento. Em segundo lugar, devido à natureza não excludente do conhecimento científico, os produtores temem que sejam incapazes de fazer valer os direitos de propriedade sobre seus bens produzidos. Isso fará com que outros possam se beneficiar do conhecimento científico sem ter que arcar com os custos de pesquisa e desenvolvimento, o que tornaria o retorno potencial do investimento muito pequeno para incentivar a participação no mercado.  Portanto, a ciência pode ser entendida como a produção de um bem público e pode ser estudada no âmbito da economia pública .
No entanto, alguns economistas argumentam que um mecanismo não mercantil foi desenvolvido para corrigir o problema dos direitos de propriedade indefiníveis, de forma que os cientistas são incentivados a produzir conhecimento de uma forma socialmente responsável. A economista Paula Stephen se refere a esse mecanismo como um sistema de recompensa baseado principalmente em um conceito que ela chama de "prioridade de descoberta". Robert Merton argumenta que a meta dos cientistas é estabelecer “prioridade de descoberta” sendo o primeiro a relatar uma nova descoberta, que então resulta na recompensa de reconhecimento. A comunidade científica só concede essa recompensa a quem primeiro descobre o novo conhecimento, configurando assim um sistema do tipo o vencedor leva tudo que incentiva os produtores a participarem do mercado do conhecimento científico. Stephen observa particularmente que “a compensação na ciência é geralmente composta de duas partes: uma parte é paga independentemente do sucesso do indivíduo nas disputas, a outra é baseada em prioridades e reflete o valor da contribuição do vencedor para a ciência”.  A primeira parte que Stephens identifica corresponde ao salário que um professor acadêmico esperaria receber ao longo de sua carreira; esses salários são notoriamente fixos, com um estudo observando que um professor titular pode esperar ganhar apenas 70% a mais do que um professor assistente recém-contratado. No entanto, Stephen argumenta que a segunda parte da compensação, aquela que é colhida quando um cientista estabelece a prioridade de descoberta, então o perfil de ganhos torna-se muito menos plano à medida que o cientista ganha prestígio, citações jornalísticas, convites pagos para palestras e outras recompensas. No entanto, ela observa que essa teoria ainda não tinha sido testada empiricamente no momento da redação.  Além disso, sua análise se aplica apenas ao mundo acadêmico, enquanto a indústria também é uma importante fonte de produção de conhecimento científico.

## Intervenções Governamentais
O campo da economia pública postula que, caso ocorram falhas de mercado, o governo pode intervir para corrigir essas falhas. Ao falar em produção de conhecimento científico, o governo tem várias opções de intervenção no mercado para tentar corrigir a falha. Nos Estados Unidos, duas das opções mais populares historicamente e mais amplamente estudadas são o sistema de patentes e os incentivos fiscais .

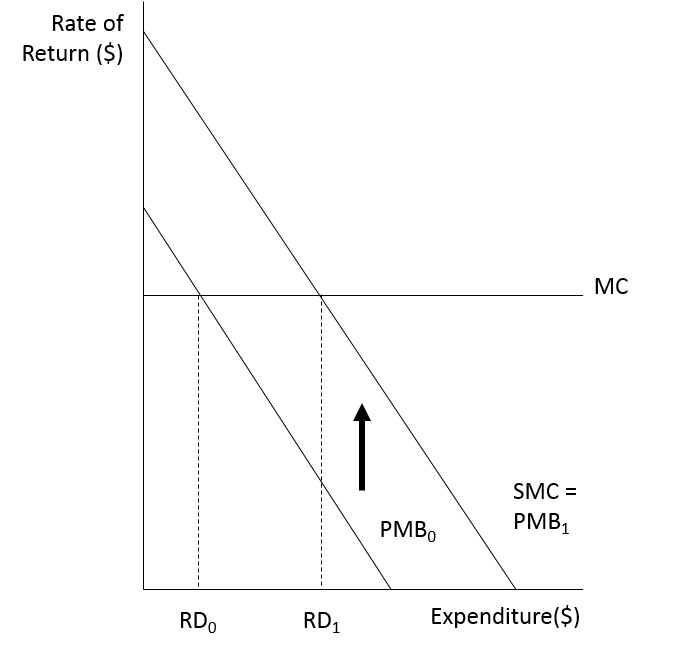
Representação gráfica do efeito das patentes na produção de conhecimento científico

Nos Estados Unidos, o Patent and Trademark Office emite patentes que dão ao detentor da patente direitos de propriedade definidos e exclusivos sobre seu produto por 20 anos. Do ponto de vista econômico, o valor da patente é que ela aumenta o benefício marginal da empresa que está produzindo o conhecimento científico. Para mostrar graficamente esse conceito, a figura a seguir descreve as curvas de benefício marginal e custo marginal de uma empresa no mercado de ciências. O eixo vertical exibe o custo marginal e o benefício marginal de cada dólar adicional gasto em pesquisa e desenvolvimento. O acesso horizontal exibe a quantidade de dinheiro gasta em pesquisa e desenvolvimento no total. Presume-se que a pesquisa e o desenvolvimento tenham retornos decrescentes . Para simplificar, todas as curvas são consideradas lineares e a curva de custo marginal é considerada constante. Uma empresa maximizará seus lucros produzindo onde o custo marginal cruza o benefício marginal. Na ausência de qualquer intervenção governamental, a empresa produzirá onde em RD 0, onde o benefício marginal privado (MB 0 ) intercepta MC. No entanto, se o conhecimento científico for considerado um bem público, então RD 0 é uma quantidade muito baixa para satisfazer a necessidade social. A quantidade ideal de P&D está em RD 1 . O valor da introdução do sistema de patentes é que ele permite que a curva de benefício marginal para a empresa mude para cima para MB 1, de modo que o benefício privado para a empresa agora produza a quantidade socialmente ótima. A receita adicional é cobrada da sociedade, uma vez que a sociedade agora paga preços mais altos pelo conhecimento, dado o poder de monopólio da empresa produtora.
Na prática, a lei de patentes tem sido correlacionada com maiores gastos com P&D, indicando que esta forma de intervenção governamental está de fato incentivando a produção. No entanto, esse tipo de intervenção governamental não permite um direcionamento particularmente preciso do nível ótimo de produção de P&D, e vários economistas argumentam que o malefício de 20 anos de poder de monopólio é muito alto.  Esse argumento tem relevância particular para os debates atuais sobre a produção de produtos farmacêuticos que salvam vidas.

### Incentivos fiscais

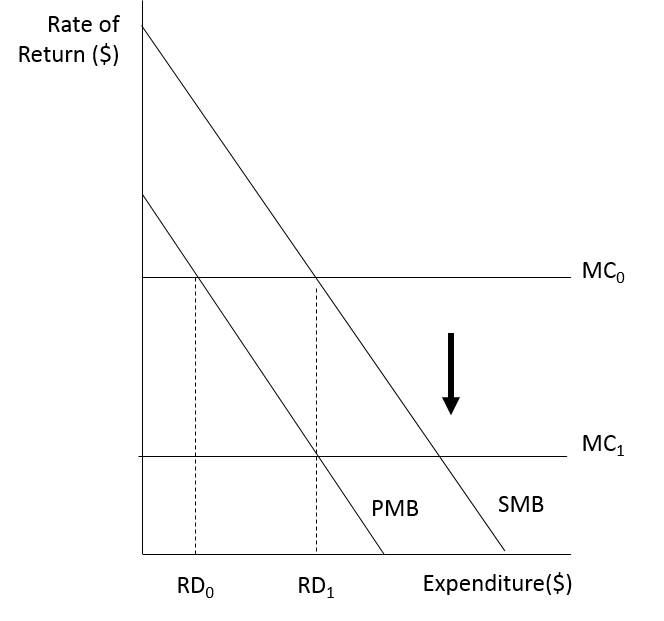
Representação gráfica do efeito dos incentivos fiscais na produção de conhecimento científico

Em 1954, o Internal Revenue Service incorporou uma isenção para os custos de pesquisa de forma que as empresas pudessem ter os custos de pesquisa deduzidos de seus impostos anuais. Presume-se que do ponto de vista econômico, o valor do incentivo fiscal é que ele diminui o custo marginal da empresa que está produzindo o conhecimento científico. Para mostrar graficamente esse conceito, a figura a seguir descreve as curvas de benefício marginal e custo marginal de uma empresa no mercado de ciências. O eixo vertical exibe o custo marginal e o benefício de cada dólar adicional gasto em pesquisa e desenvolvimento. O acesso horizontal exibe a quantidade de dinheiro gasta em pesquisa e desenvolvimento no total. Presume-se que a pesquisa e o desenvolvimento tenham uma taxa de retorno decrescente. Para simplificar, todas as curvas são consideradas lineares e a curva de custo marginal é considerada constante. Uma empresa maximizará seus lucros produzindo onde o custo marginal cruza o benefício marginal. Na ausência de qualquer intervenção governamental, a empresa produzirá onde em RD0, onde o benefício marginal privado (PMB0) intercepta o MC. No entanto, se o conhecimento científico for considerado um bem público, então RD0 é uma quantidade muito baixa para satisfazer a necessidade social. A quantidade ótima de P&D está em RD1, que é onde a curva de custo marginal cruza o benefício marginal social (não mostrado neste gráfico). O valor do incentivo fiscal é que ele permite que a curva de custo marginal para a empresa se desloque para baixo, de modo que o custo privado para a empresa agora produza a quantidade socialmente ótima. O resto do custo agora é apoiado pela sociedade, na forma de receita tributária perdida.
Preste atenção: os incentivos fiscais permitem um direcionamento um pouco mais preciso do que o sistema de patentes. No entanto, ainda permanece a preocupação de que os incentivos fiscais exacerbem a desigualdade ao produzir lucros inesperados para empresas que já podem ser muito prósperas. Além disso, os estudos empíricos foram limitados, embora um relatório de 1996 do Escritório de Avaliação Tecnológica do Congresso tenha descoberto que para cada dólar perdido na receita tributária, houve um aumento nos gastos privados com P&D.